# Elecciones provinciales de Tucumán de 1973
Las elecciones generales de la provincia de Tucumán de 1973 tuvieron lugar el 11 de marzo del mencionado año, al mismo tiempo que las elecciones presidenciales y legislativas a nivel nacional, con el objetivo de restaurar las instituciones constitucionales de la provincia después de casi siete años de la dictadura militar conocida como Revolución Argentina, y a dieciocho años de proscripción del peronismo o justicialismo de la vida política.
En este contexto, el candidato del Partido Justicialista, Amado Juri, apoyado por el Frente Justicialista de Liberación (FREJULI), obtuvo una aplastante victoria con el 51.10% de los votos contra el 20.24% del exgobernador Celestino Gelsi, del partido Vanguardia Federal. En tercer lugar quedó Luis Rotundo, de la Unión Cívica Radical, y en cuarto lugar Julio César Rodríguez Anido, del Frente Único del Pueblo, parte del FREJULI a nivel nacional. Debido a que Juri obtuvo mayoría absoluta de votos, no se requirió una segunda vuelta electoral o balotaje entre los dos candidatos más votados. El Gobernador y los legisladores electos asumieron sus cargos el 25 de mayo de 1973.
Juri no finalizó su mandato constitucional debido a que fue depuesto por el golpe de Estado de 1976, que instauró la última dictadura militar, autodenominada Proceso de Reorganización Nacional.

## Resultados

### Gobernador
| Amado Juri                         |                                    | Frente Justicialista de Liberación     | 188.540 | 51,11 |  |  |
| Celestino Gelsi                    |                                    | Vanguardia Federal                     | 74.671  | 20,24 |  |  |
| Luis Rotundo                       |                                    | Unión Cívica Radical                   | 37.612  | 10,20 |  |  |
| Julio César Rodríguez Anido        |                                    | Frente Único del Pueblo                | 17.914  | 4,86  |  |  |
|                                    |                                    | Partido Revolucionario Cristiano       | 15.186  | 4,12  |  |  |
|                                    |                                    | Defensa Provincial-Bandera Blanca      | 11.313  | 3,07  |  |  |
|                                    |                                    | Partido Laborista                      | 4.534   | 1,23  |  |  |
|                                    |                                    | Movimiento Popular Tucumano            | 3.653   | 0,99  |  |  |
|                                    |                                    | Partido Blanco de los Trabajadores     | 3.213   | 0,87  |  |  |
|                                    |                                    | Partido Socialista Democrático         | 3.177   | 0,86  |  |  |
|                                    |                                    | Nueva Fuerza                           | 3.161   | 0,86  |  |  |
|                                    |                                    | Partido Socialista de los Trabajadores | 1.860   | 0,50  |  |  |
|                                    |                                    | Frente de Izquierda Popular            | 1.828   | 0,50  |  |  |
|                                    |                                    | Defensores del Trabajo                 | 1.427   | 0,39  |  |  |
|                                    |                                    | Movimiento Nacionalista                | 826     | 0,22  |  |  |
|                                    |                                    |                                        |         |       |  |  |
| Votos válidos                      | Votos válidos                      | Votos válidos                          | 368.915 | 97,65 |  |  |
| Votos en blanco                    | Votos en blanco                    | Votos en blanco                        | 7.596   | 2,01  |  |  |
| Votos anulados                     | Votos anulados                     | Votos anulados                         | 1.288   | 0,34  |  |  |
| Total de votos                     | Total de votos                     | Total de votos                         | 377.799 | 100   |  |  |
| Votantes registrados/participación | Votantes registrados/participación | Votantes registrados/participación     | 484.093 | 78,04 |  |  |
| Fuente:                            |                                    |                                        |         |       |  |  |

### Cámara de Diputados
| Partido                            | Partido                                | Votos   | %     | Bancas |
| ---------------------------------- | -------------------------------------- | ------- | ----- | ------ |
|                                    | Frente Justicialista de Liberación     | 183.338 | 51,07 | 29/40  |
|                                    | Vanguardia Federal                     | 68.445  | 19,06 | 8/40   |
|                                    | Unión Cívica Radical                   | 36.002  | 10,03 | 3/40   |
|                                    | Frente Único del Pueblo                | 17.691  | 4,93  |        |
|                                    | Partido Revolucionario Cristiano       | 15.928  | 4,44  |        |
|                                    | Defensa Provincial-Bandera Blanca      | 11.399  | 3,18  |        |
|                                    | Partido Laborista                      | 4.547   | 1,27  |        |
|                                    | Nueva Fuerza                           | 3.991   | 1,11  |        |
|                                    | Partido Socialista Democrático         | 3.877   | 1,08  |        |
|                                    | Movimiento Popular Tucumano            | 3.803   | 1,06  |        |
|                                    | Partido Blanco de los Trabajadores     | 3.721   | 1,04  |        |
|                                    | Partido Socialista de los Trabajadores | 1.990   | 0,55  |        |
|                                    | Frente de Izquierda Popular            | 1.855   | 0,52  |        |
|                                    | Defensores del Trabajo                 | 1.525   | 0,42  |        |
|                                    | Movimiento Nacionalista                | 902     | 0,25  |        |
|                                    |                                        |         |       |        |
| Votos válidos                      | Votos válidos                          | 359.014 | 95,03 |        |
| Votos en blanco                    | Votos en blanco                        | 17.508  | 4,63  |        |
| Votos anulados                     | Votos anulados                         | 1.288   | 0,34  |        |
| Total de votos                     | Total de votos                         | 377.810 | 100   |        |
| Votantes registrados/participación | Votantes registrados/participación     | 484.084 | 78,05 |        |
| Fuente:                            |                                        |         |       |        |

#### Resultados por secciones electorales

Secciones electorales de Tucumán:
1ª Sección
2ª Sección
3ª Sección
4ª Sección

| 1º Sección Electoral 15 Diputados  | 1º Sección Electoral 15 Diputados      | 1º Sección Electoral 15 Diputados | 1º Sección Electoral 15 Diputados | 1º Sección Electoral 15 Diputados | 1º Sección Electoral 15 Diputados |
| Partido                            | Partido                                | Votos                             | %                                 | Bancas                            | Electos |
| ---------------------------------- | -------------------------------------- | --------------------------------- | --------------------------------- | --------------------------------- | --- |
|                                    | Frente Justicialista de Liberación     | 71.577                            | 45,31                             | 9/15                              | Ver electos: - Eduardo Alberto Posse Cuezzo - Augusto Manuel Esparza - Marta Edith Niziolek - Jesús Enrique Gordillo - Ricardo Díaz - Luis Antonio de la Vega - José Antonio Nadef - Oscar Edgardo Figueroa - Pedro Alberto Navarro |
|                                    | Vanguardia Federal                     | 40.587                            | 25,69                             | 5/15                              | Ver electos: - Benito Orlando Ferreyra - Miguel Isas - José René Cárdenas - Mirtha Inés Manzano - Ricardo Carol |
|                                    | Unión Cívica Radical                   | 15.201                            | 9,62                              | 1/15                              | - Ricardo Pedro Medina |
|                                    | Frente Único del Pueblo                | 6.593                             | 4,17                              |                                   | |
|                                    | Partido Revolucionario Cristiano       | 7.643                             | 4,84                              |                                   | |
|                                    | Defensa Provincial-Bandera Blanca      | 6.774                             | 4,29                              |                                   | |
|                                    | Nueva Fuerza                           | 2.039                             | 1,29                              |                                   | |
|                                    | Partido Socialista Democrático         | 1.446                             | 0,92                              |                                   | |
|                                    | Movimiento Popular Tucumano            | 1.216                             | 0,77                              |                                   | |
|                                    | Partido Socialista de los Trabajadores | 1.152                             | 0,73                              |                                   | |
|                                    | Partido Laborista                      | 1.038                             | 0,66                              |                                   | |
|                                    | Frente de Izquierda Popular            | 946                               | 0,60                              |                                   | |
|                                    | Partido Blanco de los Trabajadores     | 832                               | 0,53                              |                                   | |
|                                    | Defensores del Trabajo                 | 492                               | 0,31                              |                                   | |
|                                    | Movimiento Nacionalista                | 441                               | 0,28                              |                                   | |
|                                    |                                        |                                   |                                   |                                   | |
| Votos válidos                      | Votos válidos                          | 157.977                           | 97,21                             |                                   | |
| Votos en blanco                    | Votos en blanco                        | 4.082                             | 2,51                              |                                   | |
| Votos anulados                     | Votos anulados                         | 457                               | 0,28                              |                                   | |
| Total de votos                     | Total de votos                         | 162.516                           | 100                               |                                   | |
| Votantes registrados/participación | Votantes registrados/participación     | 201.066                           | 80,83                             |                                   | |
| 2º Sección Electoral 11 Diputados  |                                        |                                   |                                   |                                   | |
| Partido                            | Partido                                | Votos                             | %                                 | Bancas                            | Electos |
|                                    | Frente Justicialista de Liberación     | 46.655                            | 54,79                             | 8/11                              | Ver electos: - Alberto Ferronato - Elías Amin Eleas - Aída Amado de Leito - Ramón Victorino Villagra - Pedro Nicolás Aragón - Alejandro Chanta - Florencio Antonio Brito - Eduardo Albino Paredes                                   |
|                                    | Unión Cívica Radical                   | 10.736                            | 12,61                             | 2/11                              | - Pedro René Sánchez - Pedro Catermo Moya |
|                                    | Vanguardia Federal                     | 10.367                            | 12,17                             | 1/11                              | - Luis Alberto Marzoratti |
|                                    | Frente Único del Pueblo                | 3.606                             | 4,23                              |                                   | |
|                                    | Partido Revolucionario Cristiano       | 2.831                             | 3,32                              |                                   | |
|                                    | Partido Blanco de los Trabajadores     | 2.157                             | 2,53                              |                                   | |
|                                    | Partido Laborista                      | 2.100                             | 2,47                              |                                   | |
|                                    | Movimiento Popular Tucumano            | 1.644                             | 1,93                              |                                   | |
|                                    | Partido Socialista Democrático         | 1.629                             | 1,91                              |                                   | |
|                                    | Defensa Provincial-Bandera Blanca      | 1.608                             | 1,89                              |                                   | |
|                                    | Nueva Fuerza                           | 743                               | 0,87                              |                                   | |
|                                    | Partido Socialista de los Trabajadores | 314                               | 0,37                              |                                   | |
|                                    | Frente de Izquierda Popular            | 312                               | 0,37                              |                                   | |
|                                    | Movimiento Nacionalista                | 271                               | 0,32                              |                                   | |
|                                    | Defensores del Trabajo                 | 181                               | 0,21                              |                                   | |
|                                    |                                        |                                   |                                   |                                   | |
| Votos válidos                      | Votos válidos                          | 85.154                            | 96,66                             |                                   | |
| Votos en blanco                    | Votos en blanco                        | 2.711                             | 3,08                              |                                   | |
| Votos anulados                     | Votos anulados                         | 234                               | 0,27                              |                                   | |
| Total de votos                     | Total de votos                         | 88.099                            | 100                               |                                   | |
| Votantes registrados/participación | Votantes registrados/participación     | 117.573                           | 74,93                             |                                   | |
| 3º Sección Electoral 7 Diputados   |                                        |                                   |                                   |                                   | |
| Partido                            | Partido                                | Votos                             | %                                 | Bancas                            | Electos |
|                                    | Frente Justicialista de Liberación     | 39.587                            | 62,22                             | 6/7                               | Ver electos: - Miguel Ángel Pepe - Alberto Herrera - Ramón Antonio Valenzuela - Juan José Pino - Teresa Yolanda Pereyra - Deolinda Brandán                                                                                          |
|                                    | Vanguardia Federal                     | 8.412                             | 13,22                             | 1/7                               | - Ángel Gerardo Páez |
|                                    | Unión Cívica Radical                   | 5.792                             | 9,10                              |                                   | |
|                                    | Frente Único del Pueblo                | 3.035                             | 4,77                              |                                   | |
|                                    | Partido Revolucionario Cristiano       | 2.372                             | 3,73                              |                                   | |
|                                    | Defensa Provincial-Bandera Blanca      | 1.337                             | 2,10                              |                                   | |
|                                    | Partido Blanco de los Trabajadores     | 462                               | 0,73                              |                                   | |
|                                    | Defensores del Trabajo                 | 453                               | 0,71                              |                                   | |
|                                    | Nueva Fuerza                           | 384                               | 0,60                              |                                   | |
|                                    | Partido Socialista Democrático         | 370                               | 0,58                              |                                   | |
|                                    | Movimiento Popular Tucumano            | 337                               | 0,53                              |                                   | |
|                                    | Partido Laborista                      | 329                               | 0,52                              |                                   | |
|                                    | Frente de Izquierda Popular            | 323                               | 0,51                              |                                   | |
|                                    | Partido Socialista de los Trabajadores | 305                               | 0,48                              |                                   | |
|                                    | Movimiento Nacionalista                | 122                               | 0,19                              |                                   | |
|                                    |                                        |                                   |                                   |                                   | |
| Votos válidos                      | Votos válidos                          | 63.620                            | 95,56                             |                                   | |
| Votos en blanco                    | Votos en blanco                        | 2.612                             | 3,92                              |                                   | |
| Votos anulados                     | Votos anulados                         | 342                               | 0,51                              |                                   | |
| Total de votos                     | Total de votos                         | 66.574                            | 100                               |                                   | |
| Votantes registrados/participación | Votantes registrados/participación     | 87.240                            | 76,31                             |                                   | |
| 4º Sección Electoral 7 Diputados   |                                        |                                   |                                   |                                   | |
| Partido                            | Partido                                | Votos                             | %                                 | Bancas                            | Electos |
|                                    | Frente Justicialista de Liberación     | 25.519                            | 48,83                             | 6/7                               | Ver electos: - Raúl Mauricio Lechessi - René Eduardo Quinteros - Miguel José Fajre - Gustavo Adolfo Erdmann - Hugo César Lazarte - Miguel Ángel Jottar                                                                              |
|                                    | Vanguardia Federal                     | 9.079                             | 17,37                             | 1/7                               | - José Manuel Guerra |
|                                    | Frente Único del Pueblo                | 4.457                             | 8,53                              |                                   | |
|                                    | Unión Cívica Radical                   | 4.273                             | 8,18                              |                                   | |
|                                    | Partido Revolucionario Cristiano       | 3.082                             | 5,90                              |                                   | |
|                                    | Defensa Provincial-Bandera Blanca      | 1.680                             | 3,21                              |                                   | |
|                                    | Partido Laborista                      | 1.080                             | 2,07                              |                                   | |
|                                    | Nueva Fuerza                           | 825                               | 1,58                              |                                   | |
|                                    | Movimiento Popular Tucumano            | 606                               | 1,16                              |                                   | |
|                                    | Partido Socialista Democrático         | 432                               | 0,83                              |                                   | |
|                                    | Defensores del Trabajo                 | 399                               | 0,76                              |                                   | |
|                                    | Frente de Izquierda Popular            | 274                               | 0,52                              |                                   | |
|                                    | Partido Blanco de los Trabajadores     | 270                               | 0,52                              |                                   | |
|                                    | Partido Socialista de los Trabajadores | 219                               | 0,42                              |                                   | |
|                                    | Movimiento Nacionalista                | 68                                | 0,13                              |                                   | |
|                                    |                                        |                                   |                                   |                                   | |
| Votos válidos                      | Votos válidos                          | 52.263                            | 86,21                             |                                   | |
| Votos en blanco                    | Votos en blanco                        | 8.103                             | 13,37                             |                                   | |
| Votos anulados                     | Votos anulados                         | 255                               | 0,42                              |                                   | |
| Total de votos                     | Total de votos                         | 60.621                            | 100                               |                                   | |
| Votantes registrados/participación | Votantes registrados/participación     | 78.205                            | 77,52                             |                                   | |

### Cámara de Senadores
| Partido                            | Partido                                | Votos   | %     | Bancas |
| ---------------------------------- | -------------------------------------- | ------- | ----- | ------ |
|                                    | Frente Justicialista de Liberación     | 183.793 | 51,20 | 16/20  |
|                                    | Vanguardia Federal                     | 68.492  | 19,08 | 2/20   |
|                                    | Unión Cívica Radical                   | 36.442  | 10,15 | 2/20   |
|                                    | Frente Único del Pueblo                | 17.691  | 4,93  |        |
|                                    | Partido Revolucionario Cristiano       | 15.877  | 4,42  |        |
|                                    | Defensa Provincial-Bandera Blanca      | 11.742  | 3,27  |        |
|                                    | Partido Laborista                      | 4.577   | 1,27  |        |
|                                    | Movimiento Popular Tucumano            | 3.676   | 1,02  |        |
|                                    | Nueva Fuerza                           | 3.670   | 1,02  |        |
|                                    | Partido Blanco de los Trabajadores     | 3.617   | 1,01  |        |
|                                    | Partido Socialista Democrático         | 3.536   | 0,98  |        |
|                                    | Frente de Izquierda Popular            | 1.882   | 0,52  |        |
|                                    | Partido Socialista de los Trabajadores | 1.753   | 0,49  |        |
|                                    | Defensores del Trabajo                 | 1.450   | 0,40  |        |
|                                    | Movimiento Nacionalista                | 807     | 0,22  |        |
|                                    |                                        |         |       |        |
| Votos válidos                      | Votos válidos                          | 359.005 | 95,02 |        |
| Votos en blanco                    | Votos en blanco                        | 17.517  | 4,64  |        |
| Votos anulados                     | Votos anulados                         | 1.288   | 0,34  |        |
| Total de votos                     | Total de votos                         | 377.810 | 100   |        |
| Votantes registrados/participación | Votantes registrados/participación     | 484.084 | 78,05 |        |
| Fuente:                            |                                        |         |       |        |

#### Resultados por secciones electorales
| 1º Sección Electoral 8 Senadores   | 1º Sección Electoral 8 Senadores       | 1º Sección Electoral 8 Senadores | 1º Sección Electoral 8 Senadores | 1º Sección Electoral 8 Senadores | 1º Sección Electoral 8 Senadores |
| Partido                            | Partido                                | Votos                            | %                                | Bancas                           | Electos |
| ---------------------------------- | -------------------------------------- | -------------------------------- | -------------------------------- | -------------------------------- | --- |
|                                    | Frente Justicialista de Liberación     | 71.588                           | 45,35                            | 5/8                              | Ver electos: - Damián Octavio Márquez - Gofredo Héctor Cuozzo - Guillermo Vargas Aignasse - Luis Raúl Ferreira - Ernesto Silvano Corvalán |
|                                    | Vanguardia Federal                     | 40.692                           | 25,78                            | 2/8                              | - Pascual Tarulli - Rolando Arturo Welsch                                                                                                 |
|                                    | Unión Cívica Radical                   | 15.227                           | 9,65                             | 1/8                              | - Ramón Isauro Martínez |
|                                    | Partido Revolucionario Cristiano       | 7.651                            | 4,85                             |                                  | |
|                                    | Defensa Provincial-Bandera Blanca      | 6.729                            | 4,26                             |                                  | |
|                                    | Frente Único del Pueblo                | 6.615                            | 4,19                             |                                  | |
|                                    | Nueva Fuerza                           | 1.891                            | 1,20                             |                                  | |
|                                    | Partido Socialista Democrático         | 1.457                            | 0,92                             |                                  | |
|                                    | Partido Socialista de los Trabajadores | 1.139                            | 0,72                             |                                  | |
|                                    | Partido Laborista                      | 1.112                            | 0,70                             |                                  | |
|                                    | Movimiento Popular Tucumano            | 1.058                            | 0,67                             |                                  | |
|                                    | Frente de Izquierda Popular            | 949                              | 0,60                             |                                  | |
|                                    | Partido Blanco de los Trabajadores     | 847                              | 0,54                             |                                  | |
|                                    | Defensores del Trabajo                 | 459                              | 0,29                             |                                  | |
|                                    | Movimiento Nacionalista                | 435                              | 0,28                             |                                  | |
|                                    |                                        |                                  |                                  |                                  | |
| Votos válidos                      | Votos válidos                          | 157.849                          | 97,13                            |                                  | |
| Votos en blanco                    | Votos en blanco                        | 4.210                            | 2,59                             |                                  | |
| Votos anulados                     | Votos anulados                         | 457                              | 0,28                             |                                  | |
| Total de votos                     | Total de votos                         | 162.516                          | 100                              |                                  | |
| Votantes registrados/participación | Votantes registrados/participación     | 201.066                          | 80,83                            |                                  | |
| 2º Sección Electoral 5 Senadores   |                                        |                                  |                                  |                                  | |
| Partido                            | Partido                                | Votos                            | %                                | Bancas                           | Electos |
|                                    | Frente Justicialista de Liberación     | 46.887                           | 54,89                            | 4/5                              | Ver electos: - Dardo Francisco Molina - Manuel Felipe Garretón - Ernestina Rosaura Sánchez de Juárez - Justo Nolasco Arias                |
|                                    | Unión Cívica Radical                   | 11.164                           | 13,07                            | 1/5                              | - Santiago Desalin Lobo |
|                                    | Vanguardia Federal                     | 10.294                           | 12,05                            |                                  | |
|                                    | Frente Único del Pueblo                | 3.636                            | 4,26                             |                                  | |
|                                    | Partido Revolucionario Cristiano       | 2.892                            | 3,39                             |                                  | |
|                                    | Partido Blanco de los Trabajadores     | 2.046                            | 2,40                             |                                  | |
|                                    | Partido Laborista                      | 2.006                            | 2,35                             |                                  | |
|                                    | Defensa Provincial-Bandera Blanca      | 1.789                            | 2,09                             |                                  | |
|                                    | Movimiento Popular Tucumano            | 1.754                            | 2,05                             |                                  | |
|                                    | Partido Socialista Democrático         | 1.291                            | 1,51                             |                                  | |
|                                    | Nueva Fuerza                           | 801                              | 0,94                             |                                  | |
|                                    | Frente de Izquierda Popular            | 313                              | 0,37                             |                                  | |
|                                    | Partido Socialista de los Trabajadores | 176                              | 0,21                             |                                  | |
|                                    | Defensores del Trabajo                 | 184                              | 0,22                             |                                  | |
|                                    | Movimiento Nacionalista                | 184                              | 0,22                             |                                  | |
|                                    |                                        |                                  |                                  |                                  | |
| Votos válidos                      | Votos válidos                          | 85.417                           | 96,96                            |                                  | |
| Votos en blanco                    | Votos en blanco                        | 2.448                            | 2,78                             |                                  | |
| Votos anulados                     | Votos anulados                         | 234                              | 0,27                             |                                  | |
| Total de votos                     | Total de votos                         | 88.099                           | 100                              |                                  | |
| Votantes registrados/participación | Votantes registrados/participación     | 117.573                          | 74,93                            |                                  | |
| 3º Sección Electoral 4 Senadores   |                                        |                                  |                                  |                                  | |
| Partido                            | Partido                                | Votos                            | %                                | Bancas                           | Electos |
|                                    | Frente Justicialista de Liberación     | 39.605                           | 62,20                            | 4/4                              | Ver electos: - Mariano Ramos - Miguel Isaac Marrades - Victoriano Luna - Domingo Gregorio Díaz                                            |
|                                    | Vanguardia Federal                     | 8.465                            | 13,29                            |                                  | |
|                                    | Unión Cívica Radical                   | 5.792                            | 9,10                             |                                  | |
|                                    | Frente Único del Pueblo                | 3.024                            | 4,75                             |                                  | |
|                                    | Partido Revolucionario Cristiano       | 2.364                            | 3,71                             |                                  | |
|                                    | Defensa Provincial-Bandera Blanca      | 1.496                            | 2,35                             |                                  | |
|                                    | Partido Blanco de los Trabajadores     | 454                              | 0,71                             |                                  | |
|                                    | Defensores del Trabajo                 | 418                              | 0,66                             |                                  | |
|                                    | Nueva Fuerza                           | 368                              | 0,58                             |                                  | |
|                                    | Partido Socialista Democrático         | 362                              | 0,57                             |                                  | |
|                                    | Frente de Izquierda Popular            | 344                              | 0,54                             |                                  | |
|                                    | Partido Laborista                      | 343                              | 0,54                             |                                  | |
|                                    | Movimiento Popular Tucumano            | 295                              | 0,46                             |                                  | |
|                                    | Partido Socialista de los Trabajadores | 216                              | 0,34                             |                                  | |
|                                    | Movimiento Nacionalista                | 126                              | 0,20                             |                                  | |
|                                    |                                        |                                  |                                  |                                  | |
| Votos válidos                      | Votos válidos                          | 63.672                           | 95,64                            |                                  | |
| Votos en blanco                    | Votos en blanco                        | 2.560                            | 3,85                             |                                  | |
| Votos anulados                     | Votos anulados                         | 342                              | 0,51                             |                                  | |
| Total de votos                     | Total de votos                         | 66.574                           | 100                              |                                  | |
| Votantes registrados/participación | Votantes registrados/participación     | 87.240                           | 76,31                            |                                  | |
| 4º Sección Electoral 3 Senadores   |                                        |                                  |                                  |                                  | |
| Partido                            | Partido                                | Votos                            | %                                | Bancas                           | Electos |
|                                    | Frente Justicialista de Liberación     | 25.713                           | 49,38                            | 3/3                              | Ver electos: - María Luis Tránsito Díaz de Soria - José Emilio Ale - María Delia del Carmen Barrera de Carrizo                            |
|                                    | Vanguardia Federal                     | 9.041                            | 17,36                            |                                  | |
|                                    | Frente Único del Pueblo                | 4.416                            | 8,48                             |                                  | |
|                                    | Unión Cívica Radical                   | 4.259                            | 8,18                             |                                  | |
|                                    | Partido Revolucionario Cristiano       | 2.970                            | 5,70                             |                                  | |
|                                    | Defensa Provincial-Bandera Blanca      | 1.728                            | 3,32                             |                                  | |
|                                    | Partido Laborista                      | 1.116                            | 2,14                             |                                  | |
|                                    | Nueva Fuerza                           | 610                              | 1,17                             |                                  | |
|                                    | Movimiento Popular Tucumano            | 569                              | 1,09                             |                                  | |
|                                    | Partido Socialista Democrático         | 426                              | 0,82                             |                                  | |
|                                    | Defensores del Trabajo                 | 389                              | 0,75                             |                                  | |
|                                    | Frente de Izquierda Popular            | 276                              | 0,53                             |                                  | |
|                                    | Partido Blanco de los Trabajadores     | 270                              | 0,52                             |                                  | |
|                                    | Partido Socialista de los Trabajadores | 222                              | 0,43                             |                                  | |
|                                    | Movimiento Nacionalista                | 62                               | 0,12                             |                                  | |
|                                    |                                        |                                  |                                  |                                  | |
| Votos válidos                      | Votos válidos                          | 52.067                           | 85,89                            |                                  | |
| Votos en blanco                    | Votos en blanco                        | 8.299                            | 13,69                            |                                  | |
| Votos anulados                     | Votos anulados                         | 255                              | 0,42                             |                                  | |
| Total de votos                     | Total de votos                         | 60.621                           | 100                              |                                  | |
| Votantes registrados/participación | Votantes registrados/participación     | 78.205                           | 77,52                            |                                  | |